# دربی (سیگار)
دربی  (به انگلیسی: Derby) یک برند سیگار ایجاد شده در برزیل است؛ مالک فعلی این برند بریتیش امریکن توباکو است. این برند در سال ۱۹۹۳ پایه‌گذاری گردید.